# 조모 시해
조모 시해 사건(曹髦弑害事件)은 260년 위나라 수도 낙양에서 4대 황제 조모가 친위 쿠데타를 시도했다가 오히려 살해당한 사건이다.

## 같이 보기
- 수춘삼반